# The Trip
The Trip je americká filmová komedie z roku 2002. Režisérem filmu je Miles Swain. Hlavní role ve filmu ztvárnili Larry Sullivan, Steve Braun, Ray Baker, James Handy a Faith Salie. Snímek měl světovou premiéru na Gay and Lesbian Film Festivalu v Miami dne 5. května 2002.

## Obsazení
| Larry Sullivan  | Alan Oakley     |
| Steve Braun     | Tommy Ballenger |
| Ray Baker       | Peter Baxter    |
| James Handy     | Hal             |
| Faith Salie     | ignorovaná žena |
| Dennis Bailey   | Larry Jenkins   |
| Alexis Arquette | Michael         |
| Sirena Irwin    | Beverly         |